# Anna Jansson
Pour les articles homonymes, voir Jansson.
Anna Jansson, née le 13 février 1958 à Visby, sur l'île de Gotland, est une écrivaine suédoise, auteure de nombreux romans policiers et d'ouvrages de littérature d'enfance et de jeunesse.

## Biographie
Elle travaille comme infirmière depuis déjà vingt ans quand elle se lance dans l'écriture après l'achat d'un ordinateur en 1997. Même après le succès de son premier roman, Le Pacte boréal (Strum sitter guden), en 2000, elle continue à travailler comme infirmière à temps partiel.
Son héroïne récurrente, le détective Maria Wern, mène presque toutes ses enquêtes sur l'île de Gotland, souvent dans le milieu médical.
Émile, le fils de Maria Wern, est le héros de romans policiers pour enfants parus chez l'éditeur suédois Rabén & Sjögren.

## Œuvres

### Roman

#### Série policièreMaria Wern
- Stum sitter guden (2000) Publié en français sous le titre Le Pacte boréal, traduit par Carine Bruy, Boulogne-Billancourt, Les Éditions du Toucan, coll. « Toucan noir », 2010, 315 p.  (ISBN 978-2-8100-0377-8)
- Alla de stillsamma döda (2001)
- Må döden sofa (2002)
- Silverkronan (2003) Publié en français sous le titre Derrière les remparts, traduit par Carine Bruy, Boulogne-Billancourt, Les Éditions du Toucan, coll. « Toucan noir », 2012, 377 p.  (ISBN 978-2-8100-0491-1)
- Drömmar ur snö (2004)
- Svart fjäril (2005)
- Främmande fågel (2006) Publié en français sous le titre L’Inconnu du Nord, traduit par Carine Bruy, Paris, Éditions de Noyelles, 2009, 430 p.  (ISBN 978-2-298-02468-5)
- Pojke försvunnen (2007)
- Inte ens det förflutna (2008)
- Först när givaren är död (2009)
- Drömmen förde dej ville (2010) Publié en français sous le titre Les Noces perdues, traduit par Carine Bruy, Boulogne-Billancourt, Les Éditions du Toucan, coll. « Toucan noir », 2015, 427 p.  (ISBN 978-2-8100-0668-7)
- Alkemins eviga eld (2011)
- När Skönheten kom till Bro (2012)
- Dans på glödande kol (2013)
- Skymningens barfotabarn (2014)
- Alla kan se dig (2015)
- Rädslans fångar (2016)

#### Autres romans
- Dömd för mord (2003)
- I stormen ska du dö (2007)
- Hantverkarsvett är dyrare än saffran (2008)
- Ödesgudinnan på Salong d'Amour (2014) Publié en français sous le titre Quand le destin s'emmêle, traduit par Anne Karila, Paris, Robert Laffont, 2016, 357 p.  (ISBN 978-2-221-15729-9)

### Littérature d'enfance et de jeunesse

#### SérieÉmile Wern
- Riddarnas kamp (2010)
- Klasskassan (2010)
- Silverskatten (2010)
- Bankrånet (2010)
- Förbjudna sopor (2011)
- Ficktjuven (2011)
- Skeppets gåta (2012)
- Spökhuset (2012)
- Piratens ö (2013)
- Emil Wern - Pysselbok (2013)
- Falskt spel (2013)
- Lillebror försvunnen (2014)
- Julklappstjuven (2014)
- Brevtjuven (2015)
- Mystiska meddelanden (2016)

#### Autres ouvrages pour enfants
- Ditt och mitt (2007)
- Ingen att vara med (2007)
- Modigt Mia (2007)
- Monster finns (2007)
- Kojan (2007)
- Mia frågar chans (2007)
- Det brinner (2007)
- En varulv (2007)

## Adaptations
Son héroïne Maria Wern est, à partir de 2008, incarnée par l'actrice Eva Röse dans la série télévisée suédoise Maria Wern et comporte 8 saisons.